# Nazionale maschile under 19 di football americano del Giappone
La nazionale di football americano Under-19 del Giappone è la selezione maschile di football americano dell'Associazione Giapponese di Football Americano, che rappresenta il Giappone nelle varie competizioni ufficiali o amichevoli riservate a squadre nazionali Under-19.

## Risultati
Legenda: Grassetto: Risultato migliore, Corsivo: Mancate partecipazioni

## Dettaglio stagioni

### Tornei

#### NFL-GJC
| Stagione | regular season | regular season | regular season | regular season | regular season | regular season | playoff | playoff | playoff | playoff | playoff | playoff      | playoff      |
|          | Vin            | Par            | Per            | Tot            | PF             | PS             | Vin     | Per     | Tot     | PF      | PS      | risultato    | avversaria   |
| -------- | -------------- | -------------- | -------------- | -------------- | -------------- | -------------- | ------- | ------- | ------- | ------- | ------- | ------------ | ------------ |
| 2001     | -              | -              | -              | -              | -              | -              | 1       | 1       | 2       | 22      | 39      | Terzo posto  | Europa U-19  |
| 2002     | -              | -              | -              | -              | -              | -              | 0       | 2       | 2       | 28      | 81      | Quarto posto | Europa U-19  |
| 2003     | 0              | 0              | 4              | 4              | 17             | 73             | 0       | 2       | 2       | 7       | 44      | Quinto posto | Messico U-19 |
| 2004     | 1              | 0              | 3              | 4              | 14             | 58             | 1       | 1       | 2       | 17      | 34      | Quarto posto | Messico U-19 |
| 2005     | 0              | 0              | 4              | 4              | 6              | 76             | 1       | 1       | 2       | 35      | 34      | Quarto posto | Francia U-19 |
| 2006     | 1              | 1              | 2              | 4              | 14             | 28             | 2       | 0       | 2       | 18      | 7       | Terzo posto  | Messico U-19 |
| 2007     | 1              | 0              | 1              | 2              | 7              | 28             | 0       | 1       | 1       | 17      | 25      | Quarto posto | Messico U-19 |
| Totale   | 3              | 1              | 14             | 18             | 58             | 263            | 5       | 8       | 13      | 144     | 264     |              |              |

Fonte: americanfootballitalia.com

#### Campionato mondiale
| Stagione | regular season | regular season | regular season | regular season | regular season | regular season | playoff | playoff | playoff | playoff | playoff | playoff      | playoff        |
|          | Vin            | Par            | Per            | Tot            | PF             | PS             | Vin     | Per     | Tot     | PF      | PS      | risultato    | avversaria     |
| -------- | -------------- | -------------- | -------------- | -------------- | -------------- | -------------- | ------- | ------- | ------- | ------- | ------- | ------------ | -------------- |
| 2009     | -              | -              | -              | -              | -              | -              | 2       | 1       | 3       | 87      | 72      | Terzo posto  | Messico U-19   |
| 2012     | -              | -              | -              | -              | -              | -              | 2       | 1       | 3       | 58      | 39      | Terzo posto  | Austria U-19   |
| 2014     | 1              | 1              | 1              | 3              | 72             | 87             | 1       | 0       | 1       | 30      | 7       | Quinto posto | Francia U-19   |
| 2016     | 1              | 0              | 0              | 1              | 42             | 0              | 0       | 2       | 2       | 27      | 74      | Quarto posto | Messico U-19   |
| 2018     | 0              | 0              | 2              | 2              | 36             | 59             | 1       | 0       | 1       | 51      | 14      | Quinto posto | Australia U-19 |
| Totale   | 2              | 1              | 3              | 6              | 150            | 146            | 6       | 4       | 10      | 253     | 206     |              |                |

Fonte: americanfootballitalia.com

### Riepilogo partite disputate
| Anno           | Luogo             | Evento                | Fase del torneo       | Incontro                         | Risultato |
| 2001           | Clearwater        | NFL-GJC               | Semifinale            | Canada U-19 - Giappone U-19      | 27 - 8    |
| 2001           | Clearwater        | NFL-GJC               | Finale 3º - 4º posto  | Giappone U-19 - Europa U-19      | 14 - 12   |
| 2002           | New Orleans       | NFL-GJC               | Semifinale            | Canada U-19 - Giappone U-19      | 54 - 12   |
| 2002           | New Orleans       | NFL-GJC               | Finale 3º - 4º posto  | Europa U-19 - Giappone U-19      | 27 - 16   |
| 2003           | San Diego         | NFL-GJC               | Girone                | Stati Uniti U-19 - Giappone U-19 | 24 - 3    |
| 2003           | San Diego         | NFL-GJC               | Girone                | Giappone U-19 - Messico U-19     | 0 - 14    |
| 2003           | San Diego         | NFL-GJC               | Girone                | Giappone U-19 - Canada U-19      | 7 - 21    |
| 2003           | San Diego         | NFL-GJC               | Girone                | Europa U-19 - Giappone U-19      | 14 - 7    |
| 2003           | San Diego         | NFL-GJC               | Playoff 3º - 5º posto | Europa U-19 - Giappone U-19      | 23 - 0    |
| 2003           | San Diego         | NFL-GJC               | Playoff 3º - 5º posto | Giappone U-19 - Messico U-19     | 7 - 21    |
| 2004           | Houston           | NFL-GJC               | Girone                | Canada U-19 - Giappone U-19      | 10 - 2    |
| 2004           | Houston           | NFL-GJC               | Girone                | Messico U-19 - Giappone U-19     | 6 - 0     |
| 2004           | Houston           | NFL-GJC               | Girone                | Giappone U-19 - Russia U-19      | 12 - 7    |
| 2004           | Houston           | NFL-GJC               | Girone                | Stati Uniti U-19 - Giappone U-19 | 35 - 0    |
| 2004           | Houston           | NFL-GJC               | Playoff 3º - 5º posto | Giappone U-19 - Russia U-19      | 17 - 0    |
| 2004           | Houston           | NFL-GJC               | Playoff 3º - 5º posto | Messico U-19 - Giappone U-19     | 34 - 0    |
| 2005           | Jacksonville      | NFL-GJC               | Girone                | Giappone U-19 - Canada U-19      | 0 - 35    |
| 2005           | Jacksonville      | NFL-GJC               | Girone                | Messico U-19 - Giappone U-19     | 3 - 0     |
| 2005           | Jacksonville      | NFL-GJC               | Girone                | Giappone U-19 - Francia U-19     | 6 - 7     |
| 2005           | Jacksonville      | NFL-GJC               | Girone                | Stati Uniti U-19 - Giappone U-19 | 31 - 0    |
| 2005           | Jacksonville      | NFL-GJC               | Playoff 3º - 5º posto | Messico U-19 - Giappone U-19     | 31 - 14   |
| 2005           | Jacksonville      | NFL-GJC               | Playoff 3º - 5º posto | Giappone U-19 - Francia U-19     | 21 - 13   |
| 2006           | Detroit           | NFL-GJC               | Girone                | Canada U-19 - Giappone U-19      | 7 - 0     |
| 2006           | Detroit           | NFL-GJC               | Girone                | Giappone U-19 - Stati Uniti U-19 | 7 - 7     |
| 2006           | Detroit           | NFL-GJC               | Girone                | Giappone U-19 - Germania U-19    | 7 - 0     |
| 2006           | Detroit           | NFL-GJC               | Girone                | Messico U-19 - Giappone U-19     | 14 - 0    |
| 2006           | Detroit           | NFL-GJC               | Playoff 3º - 5º posto | Giappone U-19 - Germania U-19    | 10 - 0    |
| 2006           | Detroit           | NFL-GJC               | Playoff 3º - 5º posto | Giappone U-19 - Messico U-19     | 8 - 7     |
| 2007           | Fort Lauderdale   | NFL-GJC               | Girone                | Giappone U-19 - Francia U-19     | 28 - 0    |
| 2007           | Fort Lauderdale   | NFL-GJC               | Girone                | Canada U-19 - Giappone U-19      | 7 - 0     |
| 2007           | Fort Lauderdale   | NFL-GJC               | Finale 3º - 4º posto  | Giappone U-19 - Messico U-19     | 17 - 25   |
| 2008           | Kawasaki          | Global Challenge Bowl |                       | Giappone U-19 - Germania U-19    | 24 - 14   |
| 2009           | Canton            | Mondiale              | Quarti di finale      | Giappone U-19 - Germania U-19    | 10 - 7    |
| 2009           | Canton            | Mondiale              | Semifinale            | Canada U-19 - Giappone U-19      | 38 - 35   |
| 2009           | Canton            | Mondiale              | Finale 3º - 4º posto  | Giappone U-19 - Messico U-19     | 42 - 27   |
| 2012           | Austin            | Mondiale              | Quarti di finale      | Giappone U-19 - Francia U-19     | 27 - 6    |
| 2012           | Austin            | Mondiale              | Semifinale            | Giappone U-19 - Canada U-19      | 24 - 33   |
| 2012           | Austin            | Mondiale              | Finale 3º - 4º posto  | Giappone U-19 - Austria U-19     | 7 - 0     |
| 2014           | Madinat al-Kuwait | Mondiale              | Girone                | Germania U-19 - Giappone U-19    | 20 - 48   |
| 2014           | Madinat al-Kuwait | Mondiale              | Girone                | Messico U-19 - Giappone U-19     | 24 - 24   |
| 2014           | Madinat al-Kuwait | Mondiale              | Girone                | Giappone U-19 - Stati Uniti U-19 | 0 - 43    |
| 2014           | Madinat al-Kuwait | Mondiale              | Finale 5º - 6º posto  | Francia U-19 - Giappone U-19     | 7 - 30    |
| 2016           | Harbin            | Mondiale              | Girone                | Australia U-19 - Giappone U-19   | 0 - 42    |
| 2016           | Harbin            | Mondiale              | Girone                | Giappone U-19 - Stati Uniti U-19 | 20 - 50   |
| 2016           | Harbin            | Mondiale              | Finale 3º - 4º posto  | Giappone U-19 - Messico U-19     | 7 - 24    |
| 14 luglio 2018 | Città del Messico | Mondiale              | Prima fase            | Messico U-19 - Giappone U-19     | 31 - 14   |
| 18 luglio 2018 | Città del Messico | Mondiale              | Prima fase            | Canada U-19 - Giappone U-19      | 28 - 22   |
| 22 luglio 2018 | Città del Messico | Mondiale              | Finale 5º - 6º posto  | Giappone U-19 - Australia U-19   | 51 - 14   |

## Confronti con le altre Nazionali
Questi sono i saldi del Giappone nei confronti delle Nazionali incontrate.

### Saldo positivo
| Nazionale | Giocate | Vinte | Pareggiate | Perse | PF  | PS | Ultima vittoria | Ultimo pari | Ultima sconfitta |
| --------- | ------- | ----- | ---------- | ----- | --- | -- | --------------- | ----------- | ---------------- |
| Australia | 2       | 2     | 0          | 0     | 93  | 14 | 2018            | -           | -                |
| Francia   | 5       | 4     | 0          | 1     | 112 | 33 | 2014            | -           | 2005             |
| Germania  | 4       | 4     | 0          | 0     | 75  | 27 | 2014            | -           | -                |
| Russia    | 2       | 2     | 0          | 0     | 29  | 7  | 2004            | -           | -                |
| Austria   | 1       | 1     | 0          | 0     | 7   | 0  | 2014            | -           | -                |

### Saldo negativo
| Nazionale   | Giocate | Vinte | Pareggiate | Perse | PF  | PS  | Ultima vittoria | Ultimo pari | Ultima sconfitta |
| ----------- | ------- | ----- | ---------- | ----- | --- | --- | --------------- | ----------- | ---------------- |
| Europa†     | 4       | 1     | 0          | 3     | 37  | 76  | 2001            | -           | 2003             |
| Messico     | 13      | 2     | 1          | 10    | 132 | 251 | 2009            | 2014        | 2018             |
| Canada      | 10      | 0     | 0          | 10    | 110 | 260 | -               | -           | 2018             |
| Stati Uniti | 6       | 0     | 1          | 5     | 30  | 190 | -               | 2006        | 2016             |

## Roster storici
| Roster del Giappone - Mondiale Under-19 2012 |
| --- |
| Quarterback - 7 Ryunosuke Saeki - 14 Kyogo Kishimura - 16 Ryosuke Nishizawa - 19 Takuya Ishiuchi Running Back - 1 Kazuki Takada RB/WR - 5 Taku Matsuda - 28 Satoshi Sagino Wide Receiver - 4 Aruto Nishimura - 21 Hiroki Takao - 22 Yūdai Tanaka - 26 Seigo Inoguchi - 83 Koki Tsuneyoshi - 84 Gota Kinoshita Tight End - 10 Rikimaru Nagano - 37 Hiroyuki Akatsu TE/FB/P - 87 Yosuke Murahashi Offensive Linemen - 53 Satoshi Shirahase - 55 Yoshito Endo - 72 Kazuki Kamiishi - 75 Kenzo Shimano - 76 Kenta Mizukami - 77 Tatsuaki Shojima Defensive Linemen - 23 Kentaro Watanabe - 41 Hiroaki Nakazato - 45 Naoto Miyata - 78 Yusuke Sajima DL/OL - 90 Yūhi Fujitani - 92 Ryo Hashimoto - 96 Atsushi Nishiwaki - 99 Takashi Kobayashi Linebacker - 13 Naoki Hayashi - 42 Kevin Coghlan LB/P - 44 Yusuke Mine - 50 Yohei Ueyama - 52 Yuichiro Sakaguchi - 54 Masashi Yamazaki - 58 Ryutaro Yanagi Defensive Back - 11 Yuta Shimozuru - 3 Shoya Nagano - 17 Shūhei Miyagawa S - 20 Kengo Teranaka - 24 Ikuma Mitsuya - 25 Masahiro Akiyama - 36 Yushiro Hirata Special Team - 2 Nanami Ariwa K/P Roster aggiornato al 10 febbraio 2025 Coaching staff HC Yuichiro Furuhashi · OC Masato Itai · DC Shinichi Takeda · FB/TE Hideo Yanagi · RB/K Kimihiko Kishino · OL Yoshiyuki Tanaka · LB Gen Arisawa · AC Kunihito Rikino · AC Shinobu Nishimura · AC Yosuke Nakasuga · AC Tatsutaka Fujimaki |

| Roster del Giappone - Mondiale Under-19 2018 |
| --- |
| Quarterback - Ozora Niwayama - Ken Nozawa - Shota Hirao Running Back - Yusuke Odaga - Kento Shibata - Yudai Nishiyama Wide Receiver - Kentaro Kamoto - Hiroto Takubo - Ryoga Yoshida - Kuto Otani - Mikito Itokawa - Takuma Kagami - Riku Kobayashi Tight End - Noriya Oshima - Ren Mizutani Offensive Linemen - Shin Ichikawa - Wataru Sakakibara - Keiki Hashiguchi - Shota Matsumoto - Yuji Misumi - Masashi Yanase - Shunta Makino - Shine Karamatsu Defensive Linemen - Toshiya Osanai - Kentaro Kubota - Tetsuro Tadamatsu - Kensuke Fujita - Keita Ito - Itsuki Higuchi - Shuhei Komoto - Shuhei Shimomura Linebacker - Yutaka Hiruma - Kaisei Osawa - Taiyo Kitagawa - Yu Konishi - Masaya Fujimoto - Hiroaki Yukami Defensive Back - Hayato Yukitomo - Kaito Uotani - Kanta Murata - Makota Fukuya - Shohei Asaki - Tsubasa Taga - Shoya Murai - Daichi Akashi Special Team Roster aggiornato al 11 febbraio 2025 Coaching staff HC/DL Makoto Ōhashi · OC/OL Kazuki Ōmura · RB Kimihiko Kishino · WR/TE Takashi Kobayashi · QB Takayuki Sunaga · DC Yuji Ikegami · LB Masaki Tokimoto · DB Takahiro Nakanishi |